# Navegación interior

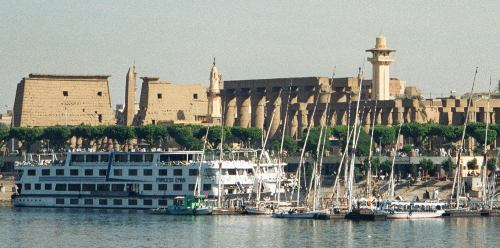
Navegación en el río Nilo.

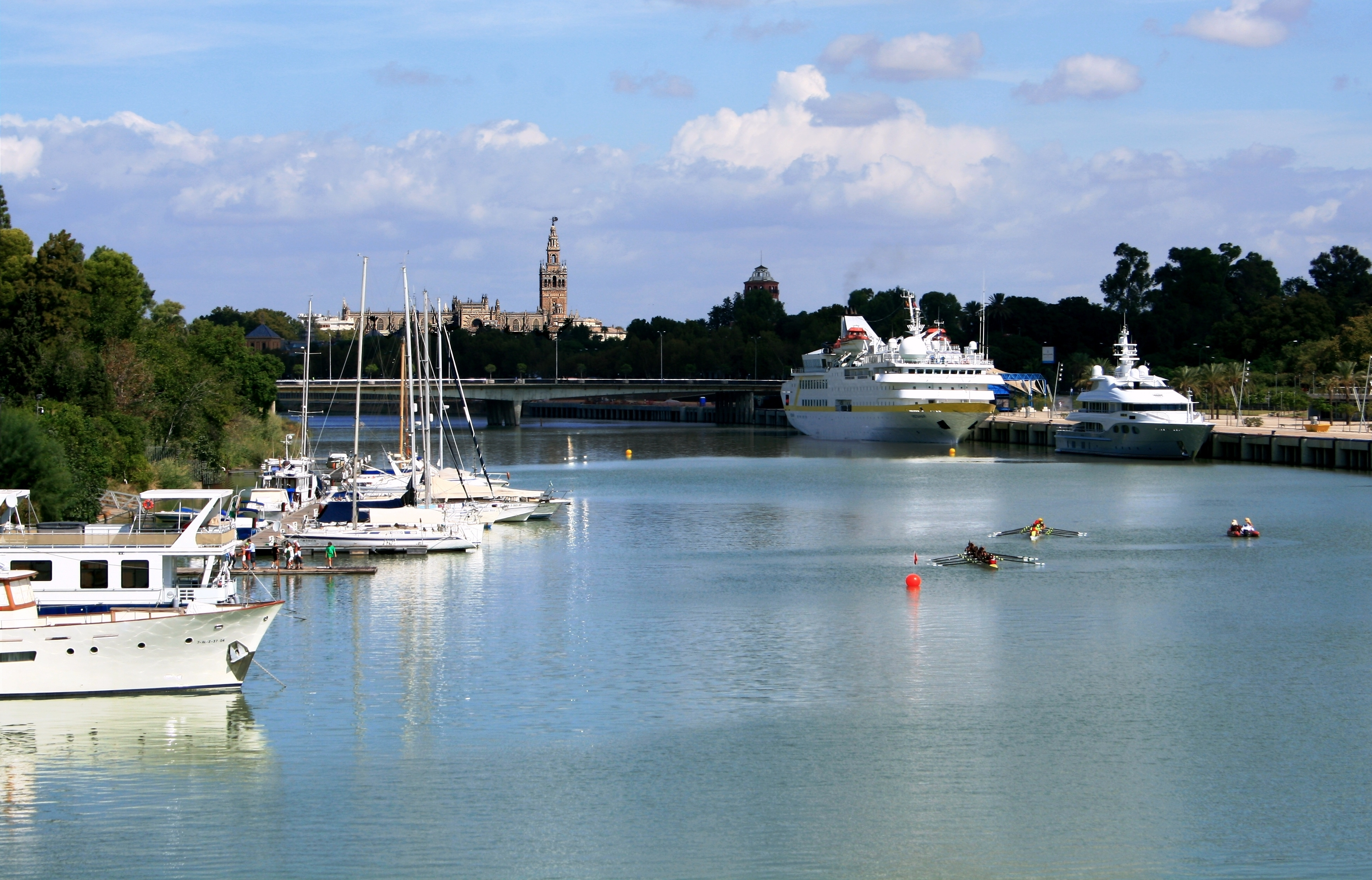
Panorámica del Puerto de Sevilla, localizado en el extremo norte de la Eurovía Guadalquivir E-60.02.

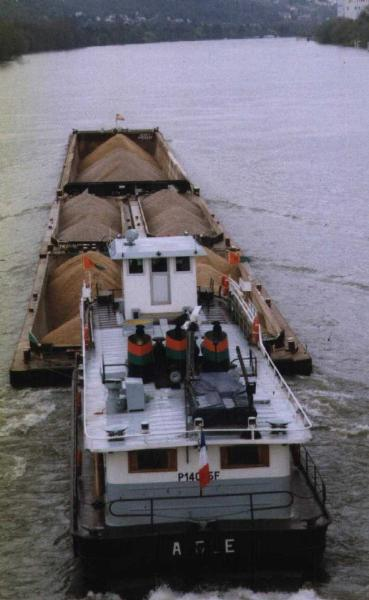
Grupo de barcazas empujadas.

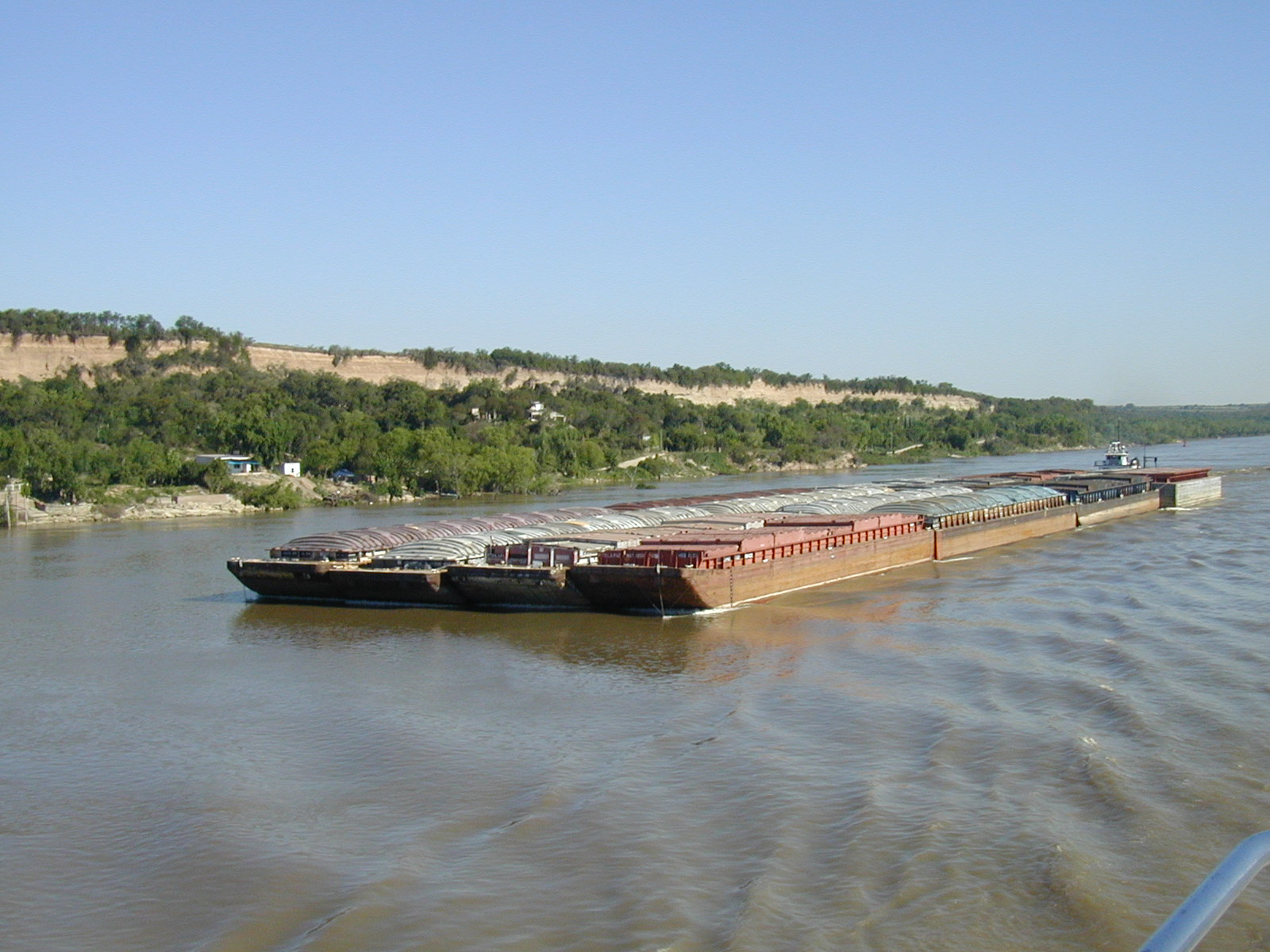
Tren de barcazas en el río Paraná.

La navegación interior, en contraposición de la navegación que se realiza en los mares y océanos, se desarrolla en las hidrovías o cursos de agua interiores a los continentes, ya sean naturales, como ríos y lagos, o artificiales, como canales navegables y embalses; o la navegación que se lleva a cabo en una vía natural (canales) que se forma por la distribución de las diferentes islas en los archipiélagos, y/u otras formaciones geográficas en el agua.

## Consumo energético para transporte
Es el medio de transporte más económico, si se piensa en costo por tonelada-kilómetro transportado. En efecto, para transportar 1 tonelada 1000 km se consumen:
- En una barcaza, 3,74 litros de gasoil;
- En tren, 8,26 litros; y,
- En camión, 32,25 litros.

## La navegación interior en Europa
Existen en Europa complejos sistemas de navegación interior, basta recordar que es posible navegar desde el mar del Norte hasta el mar Negro, usando vías navegables interiores compuestas por ejemplo por los ríos Rin y Danubio, interligados por medio de canales navegables.

### Sistemas de vías navegables en Europa
- Francia: 8501 km
- Alemania: 7339 km
- Países Bajos: 5046 km
- Bélgica: 1540 km
- Austria: 351 km
- España:[3] 89 km
- Luxemburgo: 37 km.

## La navegación interior en América
En América del Sur están en fase de análisis importantes proyectos de navegación interior, por ejemplo: la "Hidrovía" en la cuenca del Paraná - Uruguay llegándose hasta el río Paraguay pasando por Asunción y llegando hasta Puerto Cáceres en Brasil. La extensión total de la "Hidrovía" es de 3.442 km, y permite la interconexión entre Argentina, Bolivia, Brasil, Paraguay y Uruguay.
Los principales componentes de la navegación interior son:
- Las vías navegables en si, como ríos, lagos y canales
- Los puertos, instalaciones de atracado, grandes áreas para flotillas, áreas de rotación
- Dispositivos para superar desniveles concentrados, como pueden ser esclusas, ascensores de barcos, planos inclinados
- Sistema de señalización y operación de las vías navegables

En Chile destaca la navegación interior al sur de este país, producto de su geografía, formada por numerosos archipiélagos, islas y penínsulas (ej. Canal de Chacao en el Archipiélago de Chiloé); en donde se requiere una conexión con el resto del país.